# 新加坡航空21/22号班机

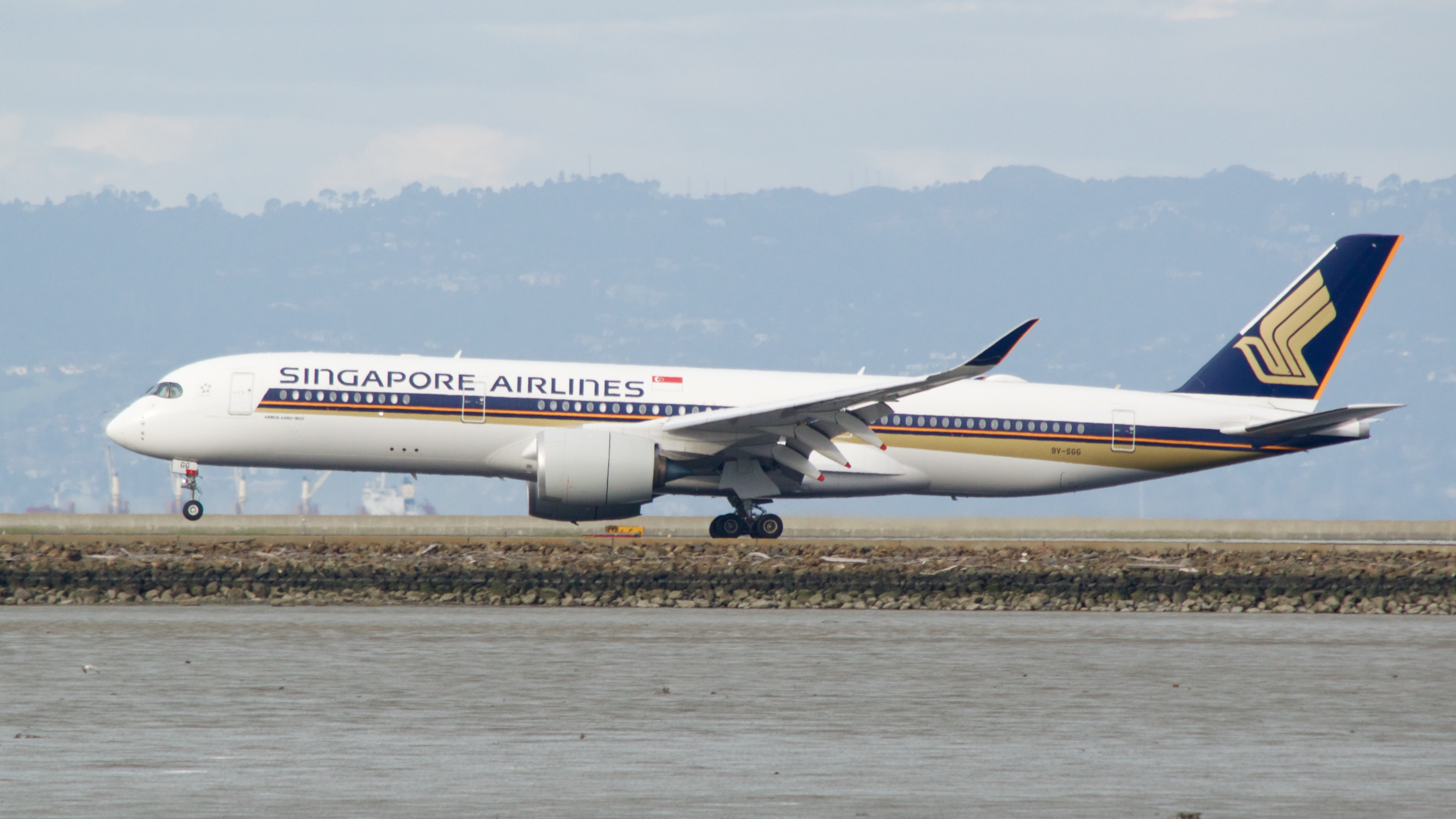
如今新加坡航空用于执行该航班的空中巴士A350-900ULR（拍摄于舊金山國際機場）

新加坡航空21/22号班机 (分別為SQ21/SIA21，SQ22/SIA22)由纽瓦克自由国际机场飞往新加坡樟宜机场，飞行距离约15345公里，时间约为18小时30分钟。 曾於2013年11月23日撤销，並於2018年10月11日復辦。最初运营原采用空中巴士A340-500型客机，現採用空中巴士A350-900ULR型客机。由新加坡飞往纽瓦克的返程的22号班机曾為世界上飞行距离最长，現爲第二長的定期不经停航班，僅次於該航司由新加坡飛往約翰·甘迺迪國際機場的24号班机。

## 服務

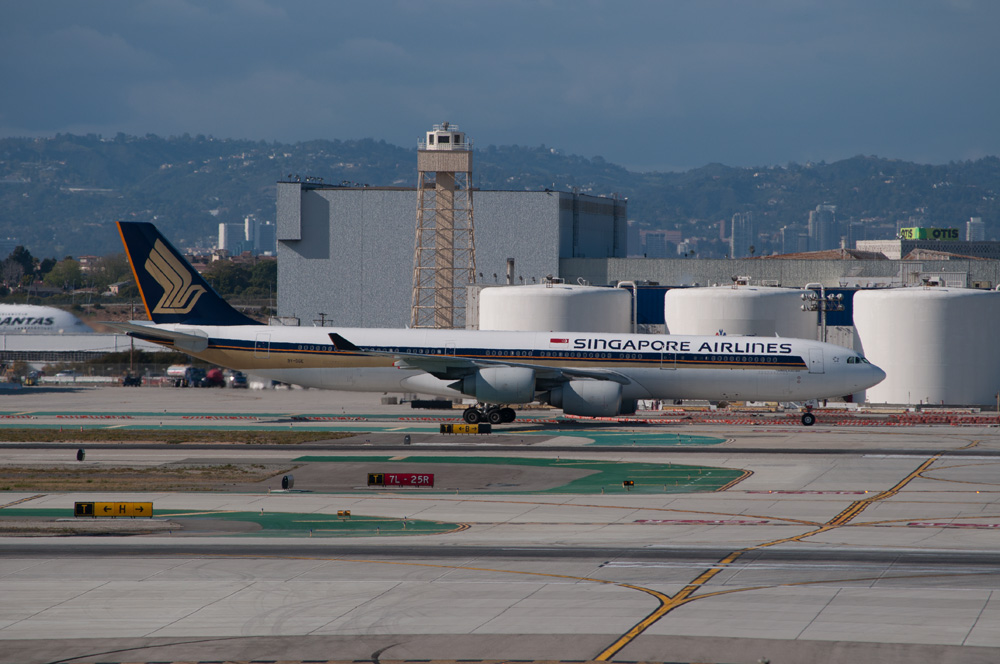
新加坡航空曾用于执行该班机的A340-500

於2004年6月，新加坡航空以空中巴士A340-500型客机開辦新加坡航空21号班机，以破紀錄的15345公里距離成爲世界上飛行距離最長的不經停航班。該航班於紐約時間晚上23:05分起飛，並於新加坡時間早上4:05降落，航程約18小時5分鐘。由于受到高空盛行风向的影响，返程航班可缩短约15分钟的飞行时间。
由于地球的曲率，该航班并不横跨太平洋，而是以南/北方向沿着中国、蒙古国、俄罗斯、北冰洋和加拿大飞行。
新加坡航空原本在该班机上设立一个行政经济舱级别。这个级别的座位采用2-3-2布局，可获得比普通经济舱更为宽敞的乘坐感受。然而，新航在2008年以来在来往于新加坡至纽瓦克和洛杉矶的直航班机中逐渐取消了这一级别的服务，并以全商务舱级别代替。

## 暂時停飛
2012年10月，新加坡航空宣佈於2013年第四季度停飛直達紐瓦克與洛杉磯（同樣使用A340-500，航班號SQ37/38）的航班。SQ21號班機的A340末班機也於2013年11月23日飛航，由編號為9V-SGE的A340-500執行，其後全球距離最長的不停站航班暫由悉尼飛往達拉斯的澳洲航空7號班機（航程13804公里，原為波音747-400ER執行,後用空中巴士A380執行），用時最長的不经停班機也暫时由約翰内斯堡飛往亞特蘭大的達美航空201號班機（用時16小時55分鐘，波音777-200LR執行）。新加坡航空由紐約前往新加坡的班機也僅剩經停法蘭克福的班次（SQ25/26，由空中巴士A380執行）。這情況直至2018年10月11日,新航復飛SQ21/22航班為止。
2020年3月25日，由於COVID-19全球疫情嚴峻，SQ21/22停飛。後於2020年10月，復辦新加坡直飛紐約航線，但與此班機不同的是：班號由SQ21/22改為SQ23/24、目的地由原本的紐華克自由國際機場（New York EWR）改為紐約甘迺迪國際機場（New York JFK），初期以253座的A350-900執飛，後改為A350-900ULR超長程客機執飛。原本SQ25/26法蘭克福往返紐約甘迺迪第五航權航段取消，僅保留新加坡往返法蘭克福航段，機型由A380改為253座的A350-900執飛，後於2021年11月的SQ25/26第五航權復辦，並改為777-300ER執飛，2022年更改回全新座艙配置之A380執飛，又稱「新紐線直飛、第五航權並行兵分二路」，意指SQ23/24（原SQ21/22）採直飛不中停模式（A350-900ULR）、SQ25/26則中停法蘭克福（A380）以區隔分別為商務客、觀光客群。
2022年3月，因應疫情趨緩，航空業復甦，新加坡航空宣佈採「新紐線直飛、第五航權並行兵分三路」模式，也就是新航SQ21/22航班復辦，分別為新加坡直飛紐瓦克（SQ21/22）、新加坡直飛甘迺迪（SQ23/24）以及新加坡經法蘭克福飛往甘迺迪（SQ25/26）三種不同模式，其中SQ21/22（SIN－EWR）、SQ23/24（SIN－JFK）採用A350-900ULR超長程客機執飛，SQ25/26（SIN-FRA-JFK）則以A380執飛。

## 復辦
現時新加坡航空已購置7架空中巴士A350-900ULR，註冊編號沿用A340-500的編號（9V-SGA~9V-SGG），並於2018年10月11日恢復新加坡至紐約的直航服務。為了能在19小時不中停航班中得到更舒適的體驗，新加坡航空拍板宣布7架A350-900ULR取消經濟艙配置。有別於A340-500僅設置100個全商務艙（All Business Class）配置，本次新增優選經濟艙，因此新款A350-900ULR僅配置67個商務艙及94個優選經濟艙，總載客量僅161人，商務艙座位數比原先全商務艙的A340-500少了33個座位，但總座位數多了61個座位。座位配置方面，商務艙為1-2-1配置，優選經濟艙前9排為2-4-2配置，優選經濟艙最後三排為1-4-1配置，第一客艙區域維持商務艙區域，第二客艙區域由原先商務艙、優選經濟艙、經濟艙混合區改為全商務艙區域，第三客艙區域由原先經濟艙區域改為全優選經濟艙區域，客艙座椅沿用253座位配置A350-900XWB同款座椅。該航班於投入服務後，將重新成爲世界最長的不經停航班。新航班改於紐約時間早上10:45起飛，並於新加坡時間下午17:30降落，航程約18小時45分鐘。
此外，新加坡航空旗下7架A350-900ULR於空檔時間，也套飛新加坡~舊金山（SQ33/34）、新加坡~洛杉磯（SQ37/38）直飛不中停航班，其中該機型還曾擔任新加坡~洛杉磯（SQ35/36）直飛不中停航班，後於2021年8月25日恢復第五航權並增加停靠台北，SQ35/36航班改為253座位配置A350-900XWB執飛。

## 外部連結
- . FlightAware.   [2024-07-21]. （原始内容存档于2024-07-21）.
- . FlightAware.   [2024-07-21]. （原始内容存档于2024-07-21）.